# ブル・シュミット
ブル・シュミット（Bull Schmitt、1972年5月4日 - ）は、アメリカ合衆国出身の男性プロレスラーである。カンザス州コフィーヴィル出身。身長198センチメートル、体重120キログラム。 アメリカではWLW（ワールド・リーグ・レスリング）、日本ではプロレスリング・ノアなどに参戦した経歴をもつ。

## 略歴
ハーリー・レイスの主催するレスリング・アカデミーでプロレスを学び、1998年3月にプロ・デビュー。その後アメリカのOPWなど各インディーマットを席巻。1999年にレイス主宰の団体・WLWが設立されると、同団体に参加。WLW初期の主要選手として活躍。
2001年7月にWLWと提携するプロレスリング・ノアに初参戦・初来日を果たし、長身とそこから繰り出されるパワー、そしてその体格から想像できないような跳躍力で存在感を示す。以降、ノアの常連参戦外国人選手となり定期的に来日する。
同年10月に開催された初代GHCタッグ王者決定トーナメント戦に、バイソン・スミスと組んで出場。井上雅央&本田多聞と対戦するも、13分58秒、シュミットが本田の肩固めに敗れ、一回戦敗退となった。
バイソン・スミスとともに、将来のノア大型外国人エースとして期待が寄せられていたが、2004年頃からノアへの来日が途絶え、WLWへの参戦もなくなる。
WWEにも数度出場経験がある。

## タイトル歴
- NWAサウスウエスト
- GPWヘビー級
- PWヘビー級
- PWタッグ

## 得意技
シュミット・ジャック
ネック・ハンギング・ボム、ジャイアント・バーナードのボルドー・ボムとほぼ同じ技。相手をネック・ハンギング・ツリーで抱え上げ、相手を後ろ向きに背中から倒すと同時に自らジャンプし、両足を前方へ開脚して尻餅を着いて着地、相手を背面からマットへ叩き付け、そのままエビ固めでピン・フォールする。
ブルズ・アイ
別名はジャック・バスター。ベア・ハッグ（鯖折り）の状態で相手を抱え上げ、そのまま相手を後ろ向きに背中から倒すと同時に自らジャンプし、両足を前方へ開脚して尻餅を着いて着地、相手を背面からマットへ叩き付け、そのままエビ固めでピン・フォールする。
シーテッド・パワーボム
いわゆるジャンピング・パワーボム。相手を抱え上げるまでは通常型のパワーボムと同じで、相手を叩き落とすときにジャンプして両足を前方へ開脚して尻餅を着いて着地、相手を背面からマットへ叩き付け、そのままエビ固めピン・フォールする。　
ハイ・ジャンピング・ドロップキック
シュミットのドロップキックは、自慢の跳躍力を駆使し、非常に打点が高く華麗なフォームとなっている。　

## 入場テーマ曲
- BULLS ON PARADE